# Guy Deleury
Guy Albert Deleury (3 septembre 1922 à Paris - 10 mars 2015 à Paris) est un indianiste, spécialiste de la littérature marathi, écrivain et traducteur spécialiste de l'Inde. Il a été membre de la Compagnie de Jésus de 1943 à 1973

## Biographie
Il quitte Marseille en 1948 après sa licence de philosophie et s'installe en Inde. En 1953, il obtient son doctorat à l'université de Poona, dans l'état du Maharashtra avec une thèse sur le pèlerinage hindou de Krishna (ou Vithoba) à Pandharpur. Là, il se  familiarise avec la culture hindoue. Celle-ci inspire par la suite sa pensée et son œuvre littéraire, qui compte de nombreux ouvrages, parmi lesquels un roman. En 1967, il participe à l'accueil à Poona d'un groupe de Français venus renforcer leur connaissance de la culture indienne par immersion dans la vie quotidienne des habitants de cette ville. Il revient en France en 1973 après trente ans passés en Inde. L'année suivante, il quitte l'ordre des Jésuites, et se consacre dès lors à des ouvrages et à des émissions sur la rencontre des civilisations .

## Œuvres
- (en) The Cult of Vithoba, Poona, Deccan College, 1960, 224 p. (lire en ligne)
- Renaître en Inde, 1976.
- Le Modèle indou : essai sur les structures de la civilisation de l'Inde d'hier et d'aujourd'hui  (préf. de Roger Garaudy), Paris, Hachette, coll. « Le Temps et les hommes », 1978, 365 p.Rééd. Paris, Kailash Editions, 2006  (ISBN 978-2-842-68143-2)
- Les Indes Florissantes. Anthologie des voyageurs français (1750-1820), Robert Laffont, Coll. « Bouquins », 1991. Réédité en 2003 sous le titre Le voyage en Inde. Anthologie des voyageurs, français (1750-1820), Laffont, Coll. « Bouquins », 2003, xv+1064 p.
- Les Grands Mythes de l'Inde ou l'empreinte de la tortue, Paris, Fayard, 1992.
- Le Gardien du Gange, 1994.
- Au péril des religions, 1997.
- Gandhi, 1997.
- L'Inde, continent rebelle, 2000.

## Traductions
- Toukaram (trad. du marathi, présentés et commentés par Guy Deleury), Psaumes du pèlerin, Paris, Paris, Gallimard;, coll. « Unesco d’œuvres représentatives. Série indienne. Connaissance de l'Orient », 1989 (1re éd. 1956), 286 p. (ISBN 2-070-71789-5)

- Namdev (trad. du marathi, commentés par Guy Deleury), Psaumes du tailleur ou la Religion de l'Inde profonde, Paris, Gallimard, coll. « Connaissance de l'Orient. Série indienne », 2003, 286 p. (ISBN 978-2-070-76918-6)
- La Bhagavad Gîtâ, traduction, présentation et commentaires de Guy Deleury, Imprimerie nationale Éditions, collection « La Salamandre »  1992